# ده فرمان (فیلم ۱۹۴۵)
ده فرمان (انگلیسی: The Ten Commandments) یک فیلم درام ایتالیایی است که در سال ۱۹۴۵ منتشر شد.

## بازیگران
- مارینا برتی
- روسانو براتزی
- الیزا کگانی
- ورا کارمی
- کلودیو گورا
- آندره‌آ ککی
- ماسیمو جیروتی
- آدله گراوالیا
- ماریه‌لا لوتی
- کارلو نینچی
- فرانکا دومینیچی
- جووانا اسکوتو
- جرمانا پائولیری
- جووانی گراسو
- چسکو بازه‌جو
- انیو چرلیسی
- دینو دی لوکا
- چیرو براردی
- جورجو د لولو
- لوریس جیتسی
- جوزپه پورلی
- نینو مارکزینی
- اتلو توسو
- فدله جنتیله
- گوئیدو نوتاری